# Leni Riefenstahl
« Riefenstahl » redirige ici. Pour le musicien, voir David Riefenstahl.
Helene Riefenstahl, dite Leni Riefenstahl, née le 22 août 1902 à Berlin et morte le 8 septembre 2003 à Pöcking (Allemagne), est d’abord danseuse, actrice, mais surtout réalisatrice et photographe allemande.
Elle occupe une place importante dans le monde du cinéma entre 1932 et 1936, réalisant notamment le Triomphe de la volonté (qui couvre le congrès nazi de Nuremberg), ou Les Dieux du stade (qui met en scène et documente les Jeux olympiques de Berlin 1936). Elle  est écartée après 1945 pour s'être associée à la propagande du Troisième Reich, dont elle est alors la cinéaste phare. Elle est surnommée la « Führerin », ou encore « le dictateur de la Beauté du IIIe Reich ».

## Biographie
Helene Amalia Bertha Riefenstahl naît le 22 août 1902, à Berlin dans le quartier de Wedding, de l'union d’Alfred Theodor Paul Riefenstahl (1878-1944), fonctionnaire devenu propriétaire d’une florissante entreprise de plomberie, et de Bertha Ida Scherlach (1880-1965).
En 1914, elle devient membre du club de natation Nixe et adhère, sans la permission de son père, à une fédération de gymnastique. À partir de 1918, elle prend des cours de peinture et de dessin à l’Académie des arts de Berlin et, en parallèle, de danse classique et moderne.

### Danseuse

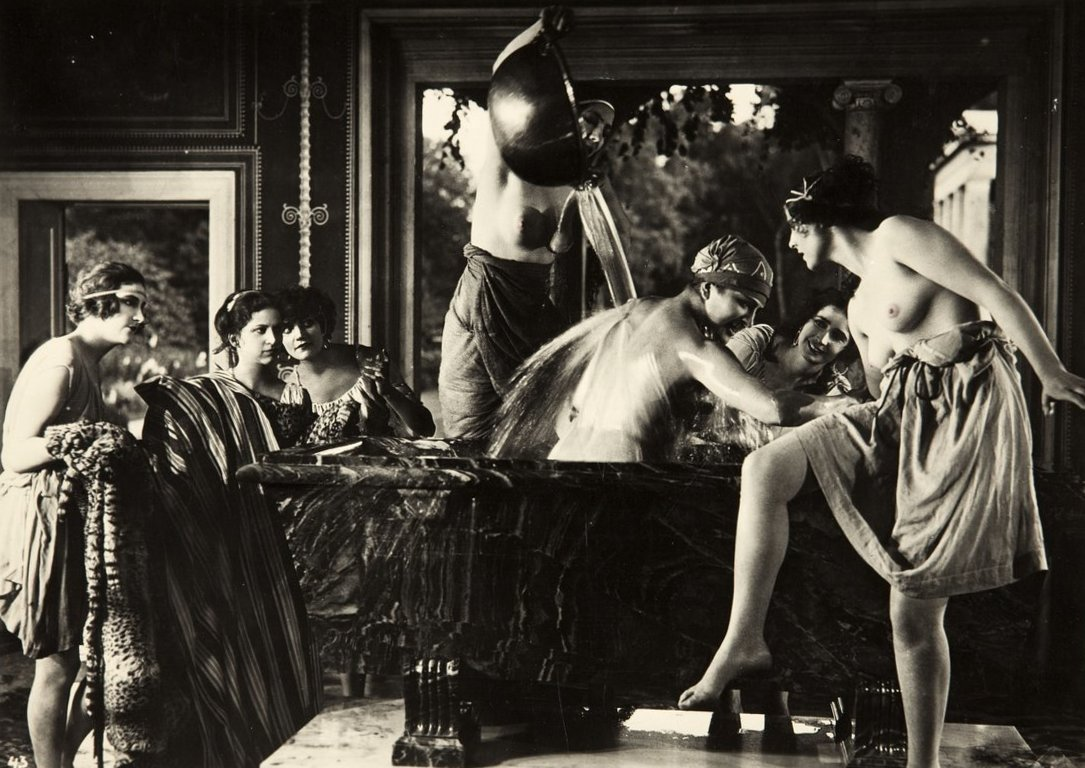
Leni Riefenstahl, à droite dans le film Les Chemins de la force et de la beauté, de Wilhlem Prager (1925).

À partir de 1920, Leni Riefenstahl connaît le succès dans la danse et participe à diverses tournées en Allemagne, en Tchécoslovaquie et en Suisse. Pendant six mois, en 1923, elle suit les cours à l’école de danse de Mary Wigman à Dresde en compagnie de Gret Palucca, mais arrête car elle n’aime pas les cours en groupe. Elle danse en solo en octobre de la même année pour la première fois à Munich et y reçoit un triomphe. Elle est engagée par Max Reinhardt comme danseuse soliste pour le Deutsches Theater de Berlin. Sa carrière est brisée en 1924 par un accident au genou survenu lors d’un récital de danse à Prague.
En 1924-1925, elle participe à son premier film, Force et Beauté de Wilhlem Prager, où elle apparaît comme danseuse-figurante.

### Actrice

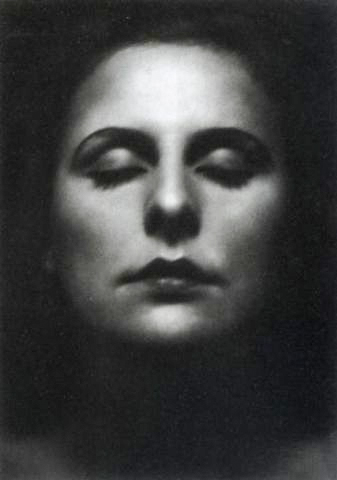
Leni Riefenstahl photographiée par Alexander Binder.

En 1926, elle est découverte par Arnold Fanck, qui lui confie son premier rôle au cinéma dans le film La Montagne sacrée (Der heilige Berg). C’est le début d’une carrière prolifique d’actrice de films de montagne.
Elle acquiert sa popularité en jouant le personnage principal de films comme Le Grand Saut, L’Enfer blanc du Piz Palü, Tempête sur le mont Blanc et L’Ivresse blanche, pour lesquels elle apprend l’alpinisme et le ski.
Joseph Goebbels décrit l’actrice dans son journal, après l'avoir découverte le 1er décembre 1929 lors d’une projection de L’Enfer blanc du Piz Palü : « Une merveilleuse enfant, pleine de grâce et de charme ! »
Le 3 novembre 1932, le futur ministre de la Propagande la rencontre à l’hôtel Kaiserhof, lieu de résidence habituel d’Adolf Hitler à Berlin : « Très sympathique, intelligente et agréable personne. Nous conversons longtemps. Elle est très enthousiaste pour nous ».
Elle danse plus tard chez Joseph Goebbels, en présence d’Adolf Hitler. « Bonne et efficace. Une souple gazelle » inscrit le futur ministre de la Propagande dans son journal le 22 novembre 1932.

### Réalisatrice
Ayant acquis auprès d’Arnold Fanck les bases de la réalisation, du cadrage et du montage et après avoir fondé en 1931 sa société de production, la « Leni Riefenstahl Produktion », elle réalise en 1932 son premier film, La Lumière bleue (Das blaue Licht). Écrit et réalisé avec Béla Balázs et Carl Mayer, elle y tient le rôle principal dans un appel à la tolérance et au respect des faibles. Comme Béla Balázs, elle est alors membre du Parti communiste allemand, dont elle finit par déchirer la carte. Profitant des lois anti-juives du Troisième Reich, elle supprimera du générique les noms des deux co-réalisateurs pour mettre le sien à la place et s'attribuer leur travail.
Ce film lui vaut l'admiration de Joseph Goebbels, pour qui elle apparaît comme la cinéaste du IIIe Reich, et attire l’attention d’Adolf Hitler.

### Rencontre avec Adolf Hitler

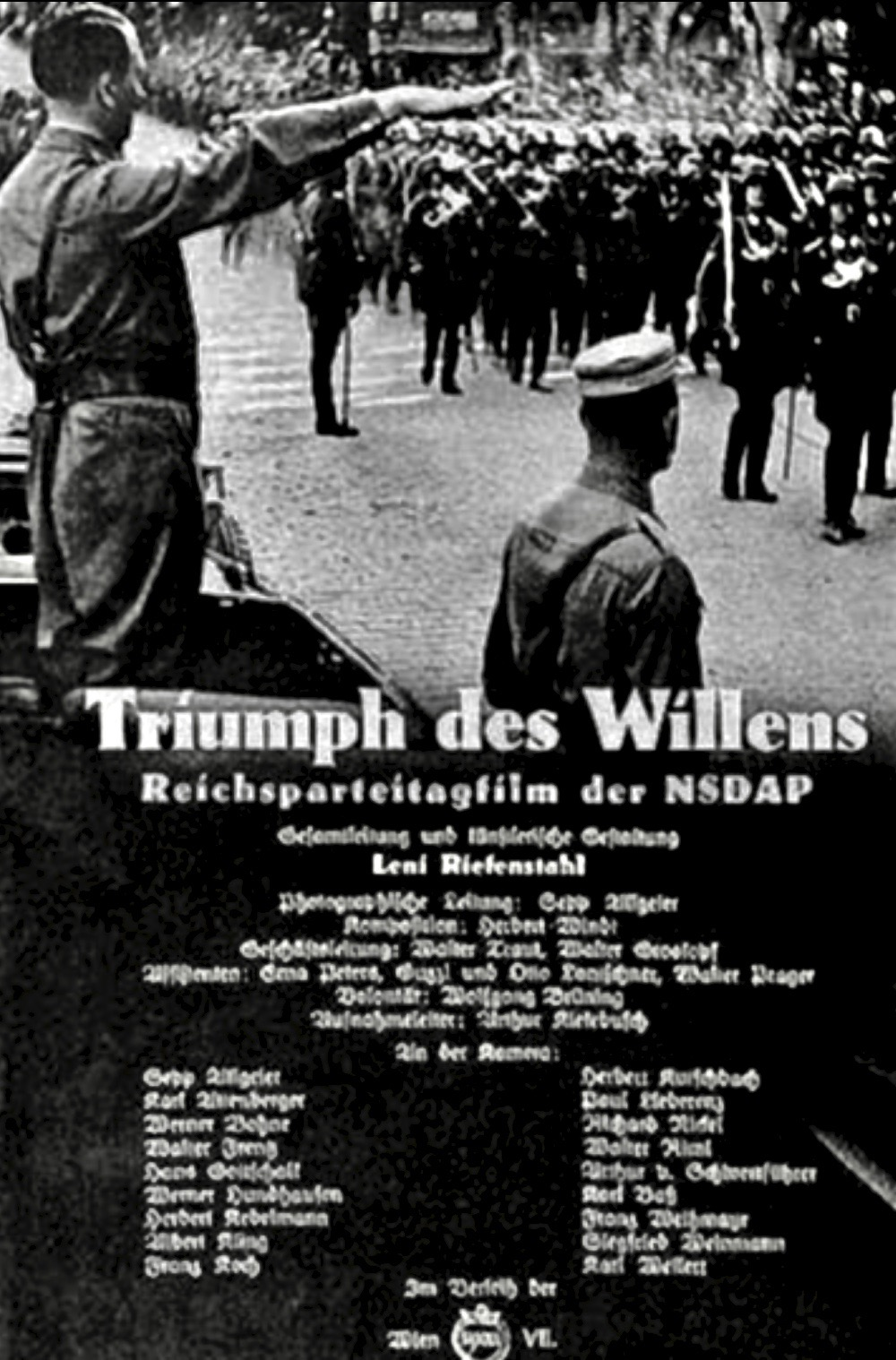
Affiche du film de propagande Le Triomphe de la volonté (1934), réalisé par Leni Riefenstahl.

En 1932, fin février, Leni Riefenstahl se rend à un rassemblement politique au Sportpalast de Berlin. « Son discours [celui d’Hitler] exerçait sur moi une véritable fascination » écrit-elle dans ses Mémoires. Le 18 mai 1932, elle lui écrit :

« Très honoré Monsieur Hitler,
Pour la première fois de ma vie, j'ai assisté voici peu à un meeting politique […] au Sportpalast. Je dois avouer que votre personne et l'enthousiasme des spectateurs m'ont impressionnée. Je souhaiterais faire […] votre connaissance, mais malheureusement je dois quitter l'Allemagne pour quelques mois […]. C'est pourquoi une rencontre avec vous avant mon départ sera sans doute impossible […]. Une réponse de votre part me réjouirait grandement.
Salutations redoublées de votre
Leni Riefenstahl »

— Mémoires, p. 146
La veille de son départ, Leni Riefenstahl reçoit un appel de Wilhelm Brückner, l’aide de camp d’Adolf Hitler, afin de fixer un rendez-vous à Wilhelmshaven le lendemain. Dans la voiture venue la chercher à la gare, Wilhelm Brückner lui confie ces paroles d’Adolf Hitler : « La plus belle chose que j’aie jamais vue au cinéma a été la danse de « la Riefenstahl » devant la mer dans La Montagne sacrée. » Pendant l'entrevue, Adolf Hitler lui annonce avoir vu tous ses films : « Mon impression la plus forte m’est venue de votre film La Lumière bleue. Surtout parce qu’il est peu ordinaire qu’une jeune femme parvienne à s’imposer contre les résistances et les goûts établis de l’industrie du cinéma. » Le soir, Leni Riefenstahl, Adolf Hitler et sa suite se rendent au restaurant. Ce dernier la complimente abondamment et fait remarquer que jamais une femme n’avait été présente à leurs réunions. Lors d'une promenade à l’issue du repas, Adolf Hitler « posa lentement ses deux bras autour de moi et m’attira à lui » écrit-elle. Elle se met sur la défensive, il la lâche, lève les mains au ciel et s’écrie : « Je n’aurai pas le droit d’aimer une femme tant que je n’aurai pas accompli mon œuvre. »[réf. nécessaire]

### Réalisatrice de propagande
« Artistiquement, elle est un génie, et politiquement, elle est une imbécile. »

— Liam O'Leary, historien du cinéma

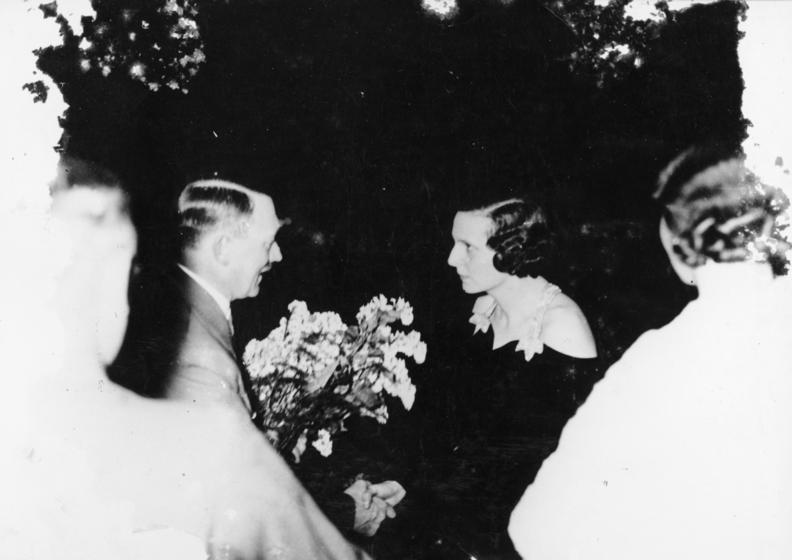
Leni Riefenstahl avec Adolf Hitler.

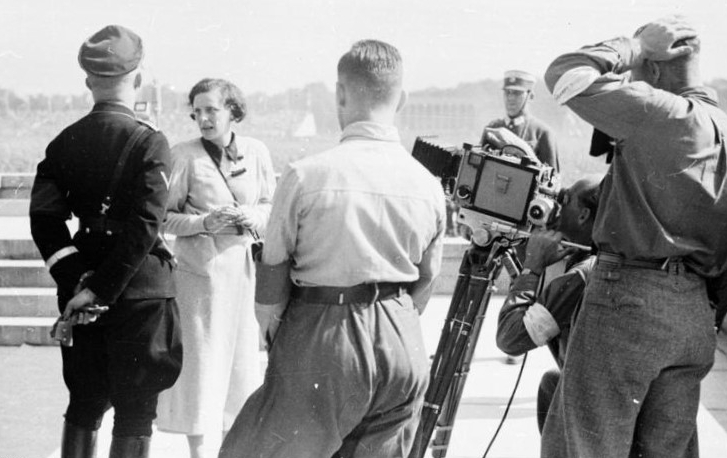
Leni Riefenstahl rencontre Himmler, 9 septembre 1934.

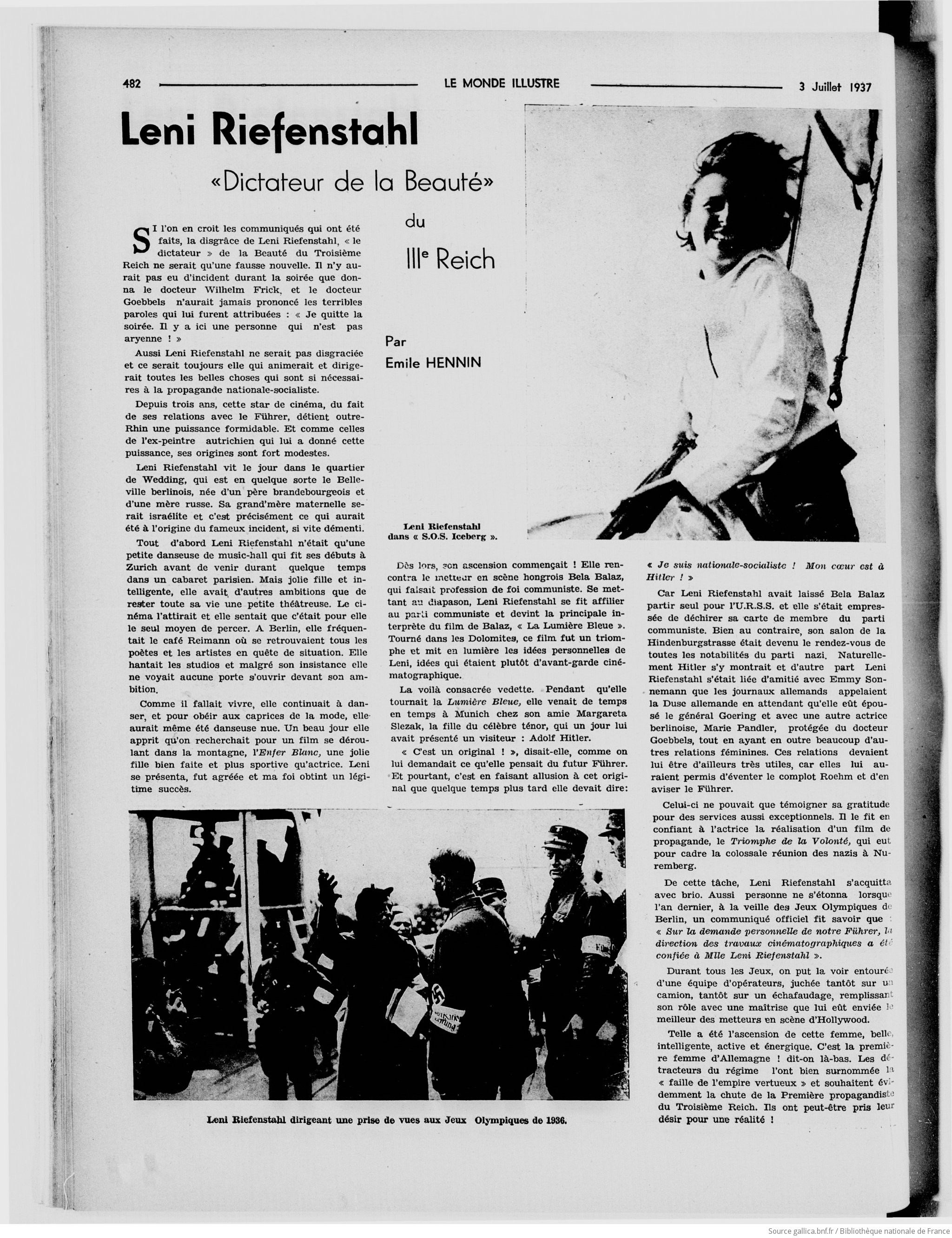
Leni Riefenstahl - "Dictateur de la Beauté" du IIIe Reich, article d'Émile Hennin paru à l'occasion de l'Exposition universelle de 1937 à Paris, dans Le Monde illustré (source BNF).

Après une expédition au Groenland et son rôle dans SOS Iceberg (SOS Eisberg) en 1933, elle commence sa collaboration avec le parti national-socialiste maintenant au pouvoir. Adolf Hitler choisit Leni Riefenstahl pour mettre en scène avec Albert Speer et filmer les rassemblements du parti au Reichsparteitagsgelände à Nuremberg. Elle réalise plusieurs documentaires remarqués : La Victoire de la Foi (Sieg des Glaubens, 1933) et surtout Le Triomphe de la volonté (Triumph des Willens, 1934). Ce film grandiose, qui révèle l’esthétique et la grandiloquence cinématographique de Leni Riefenstahl, constitue l’un des plus grands documentaires de propagande jamais réalisés.
Pour Le Triomphe de la volonté, elle mobilise 16 équipes de tournage (plus de 100 personnes) et impressionne plus de 60 heures de pellicule. Cette œuvre reste comme l’un des plus célèbres et l’un des plus efficaces film de propagande. Elle met en avant l'unité du parti autour de son chef, en alternant les images à un rythme inattendu et en rompant avec le déroulement chronologique du rassemblement. La place des caméras tire parti de l'éclairage pour créer une ambiance mystique autour du Führer dans un décor conçu par l'architecte Albert Speer. La « cathédrale de lumière » (Lichtdom), des dizaines de projecteurs de DCA pointés à la verticale et associés aux flambeaux, ainsi que la musique mettent en valeur les symboles du parti : la croix gammée, les drapeaux et l’aigle du Reich. L'œuvre reçoit en 1934 le prix du Film allemand et la coupe Mussolini à la Mostra de Venise, puis un grand prix lors de l’Exposition universelle de Paris en 1937,.
La réintroduction du service militaire obligatoire en 1935 donne à Leni Riefenstahl l’occasion de filmer le Jour de la Liberté – notre armée (Tag der Freiheit – unsere Wehrmacht). Le tournage a lieu entre le 10 et le 16 septembre 1935, lors de la journée de la Wehrmacht (17 septembre) et vise à satisfaire l’armée, qui s’est plainte auprès d’Hitler de ne pas avoir été suffisamment représentée dans Le Triomphe de la volonté.

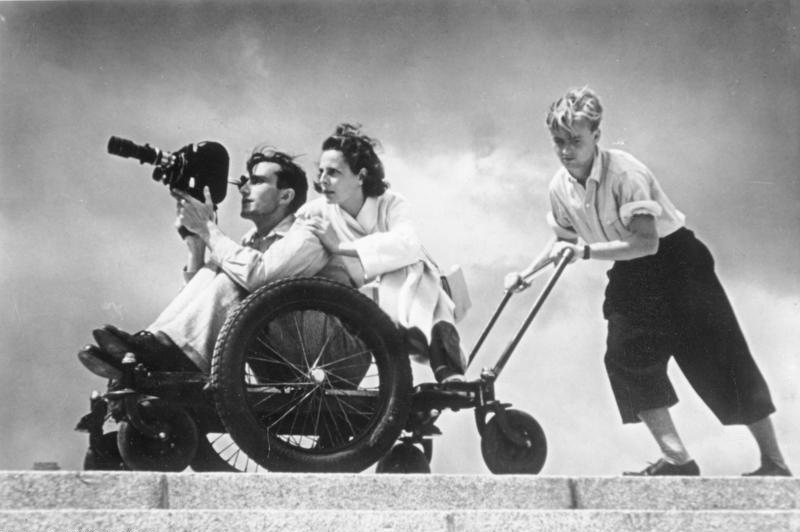
Leni Riefenstahl avec son cameraman pendant le tournage des Dieux du stade en août 1936.

En 1936, Leni Riefenstahl, au faîte de sa gloire, réalise Les Dieux du stade (Olympia) un documentaire sur les Jeux olympiques de Berlin. Elle met en œuvre une technique inédite en filmant les épreuves. Du montage, qui dure 18 mois, naît un film en deux parties : Fête des peuples (Fest der Völker) et Fête de la beauté (Fest der Schönheit). Les images exaltent la virilité des athlètes, l’esthétique des corps masculins et la force martiale[C'est-à-dire ?] par différentes techniques de cadrage, le travelling, la caméra sur grue et la caméra sous-marine. La première projection du film (les deux parties durant en tout près de quatre heures) a lieu le 20 avril 1938, en hommage au Führer, pour son anniversaire. Ce film acquiert une reconnaissance internationale et reçoit le premier prix de la Mostra de Venise. En 1939, Leni Riefenstahl se voit décerner pour ce film une médaille d’or du Comité international olympique.
L’admiration et la confiance que lui porte Adolf Hitler valent à la réalisatrice l’inimitié du ministre de la Propagande, Joseph Goebbels. Leni Riefenstahl est convoquée vers la fin du mois de février 1933 par Benito Mussolini au sujet d’un projet de film, mais est finalement chargée de messages qui déclenchent l’Anschluss. Après en avoir fait rapport à Hitler, elle est convoquée par Hermann Göring, qui insiste afin de prendre connaissance des messages. Devant le refus de Leni Riefenstahl, il se met en colère, et, peu après, Goebbels lui inflige toutes sortes de brimades : tentative d’expulsion de ses locaux, vérification de sa comptabilité, demande de licenciement d’un de ses meilleurs collaborateurs puis de son attaché de presse, exigence de réduire Les Dieux du stade à une partie et d’en éliminer les séquences où apparaissent des athlètes noirs. Enfin, Joseph Goebbels ordonne le 6 novembre 1936 que son ministère ne verse plus d’argent à sa société. Leni Riefenstahl, qui envisage d’abandonner le film et d’émigrer, rapporte ces faits au Führer le 11 novembre, lors d'une entrevue. Après avoir pleuré devant lui, elle lance « Le Dr Goebbels me hait ! » et fournit des preuves à Hitler. Quelques jours plus tard, Wilhelm Brückner lui transmet ce message : « Vous ne dépendrez plus de Goebbels ni du ministère de la Propagande, mais de Rudolf Hess et de la maison brune. Cette décision est le fruit d’une entrevue entre Hitler et Goebbels, le ministre ayant déclaré qu’il se voyait dans l’impossibilité de coopérer avec vous ».
C’est en mars 1937, lors de la Journée de l’art allemand, que Leni Riefenstahl découvre la position des nazis vis-à-vis de l’art moderne, qualifié d'« art dégénéré »[réf. nécessaire]. Elle décide de ne plus accepter de commande du régime nazi[réf. souhaitée]. Dans son Journal, écrit a posteriori, elle écrit : « Incapable d’aucun jugement en politique, j’étais très concernée et compétente pour tout ce qui touchait à l’art. […] Pour la première fois, je prenais conscience de l’énormité des erreurs possibles de Hitler. »

### Seconde Guerre mondiale

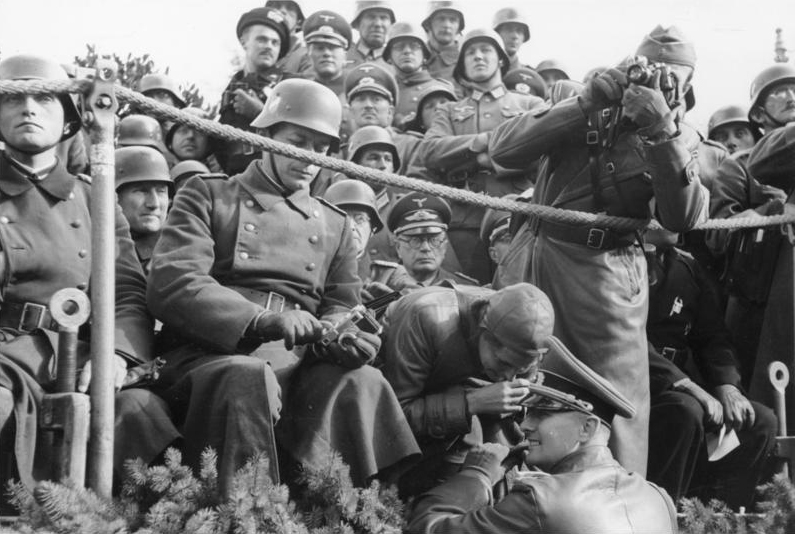
Leni Riefenstahl (avec un couvre-chef en cuir) présente à la tribune parmi des soldats et officiers de la Wehrmacht pendant la Führerparade, Varsovie, 5 octobre 1939.

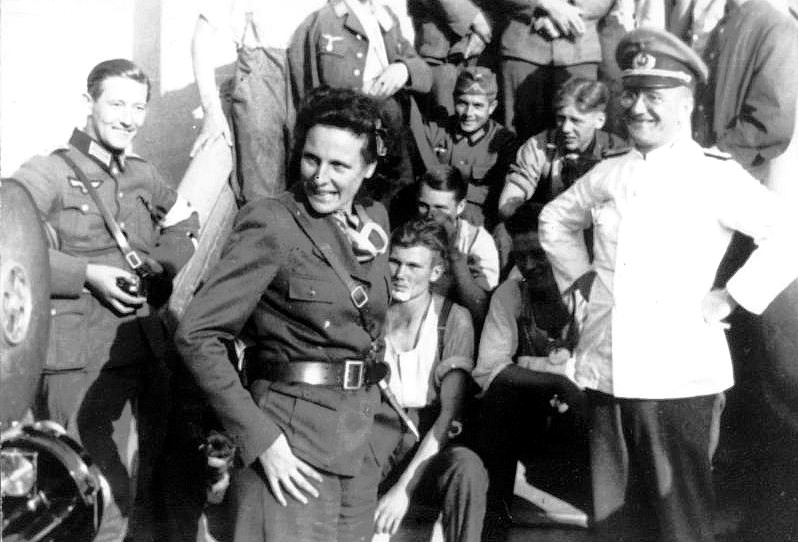
Leni Riefenstahl, correspondante de guerre parmi le 14e corps d'armée de la Werhmacht en Pologne (1939).

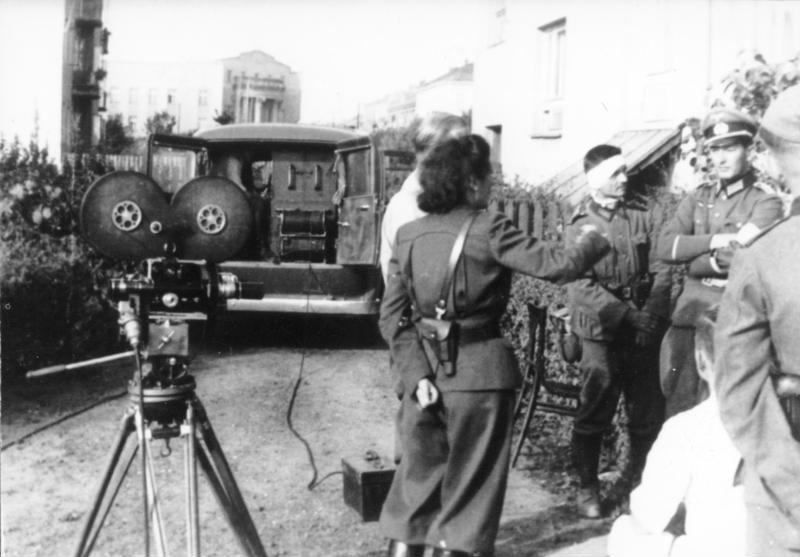
Leni Riefenstahl, armée de son pistolet et de sa caméra, avec le 14e corps d'armée en Pologne (1939).

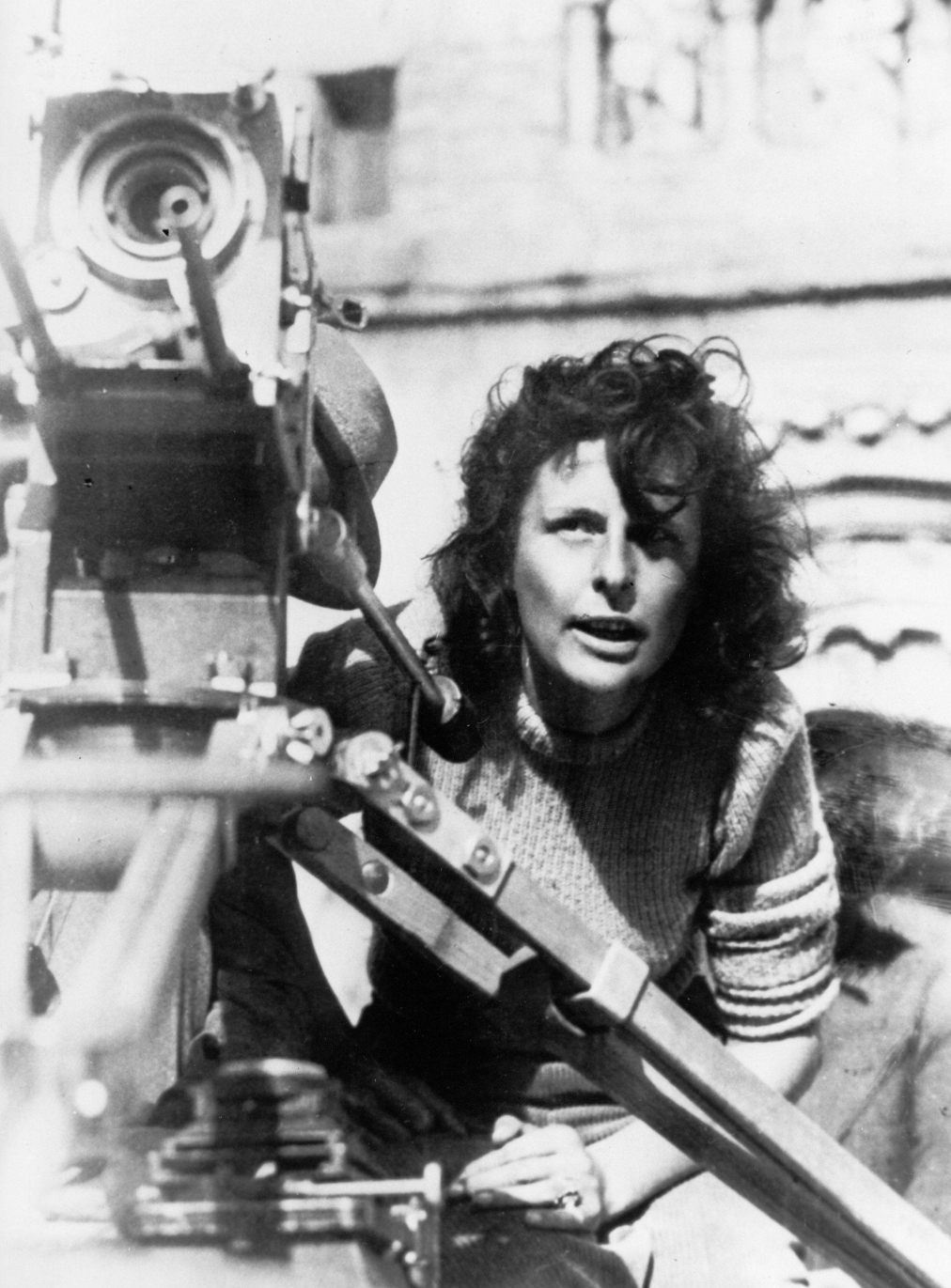
Leni Riefenstahl lors du tournage de Tiefland en 1940, sorti en 1954.

En septembre 1939, sur ordre personnel d'Adolf Hitler, elle est nommée cinéaste-correspondante de guerre en Pologne avec la Sonderfilmtrupp Riefenstahl (Équipe spéciale de cinéma), composée de six membres, de deux véhicules équipées de caméras et de matériels sons et d'une moto side-car. Le 12 septembre, à Końskie, elle est impliquée et témoin oculaire de l’exécution d’une trentaine d’otages juifs. En octobre, elle filme la parade victorieuse du Führer dans Varsovie vaincue[réf. souhaitée]. Le 14 juin 1940, le jour où le gouvernement français déclare Paris ville ouverte, Leni Riefenstahl adresse un télégramme à Adolf Hitler: 

« C'est avec une joie indicible et une grande émotion que nous partageons avec vous mon Führer cette grande victoire qu'est pour l'Allemagne et pour vous l'entrée des troupes allemandes dans Paris. Cela dépasse l'imagination humaine que d'être capable de réaliser des actes sans précédent dans l'histoire de l'humanité. Comment pourrons nous jamais vous remercier pour cela ? »

En 1940 et 1941, Leni Riefenstahl travaille au film Tiefland. Elle force 60 détenus dont des enfants Sintis et Roms extraits du camp de Salzbourg à jouer les figurants pour le tournage en extérieur, ils sont par la suite déportés à Auschwitz. En 1942, des détenus du camp de concentration de Berlin-Marzahn sont utilisés pour les prises de vue dans les studios de Babelsberg près de Berlin. En mars 1943, ils sont déportés vers Auschwitz. Une vingtaine survivent. En relation avec ces faits, Leni Riefenstahl comparaît plusieurs fois après la guerre devant la justice allemande.
Elle produit en 1943-1944 deux courts-métrages sur les deux sculpteurs emblématiques du régime nazi, Josef Thorak et Arno Breker.
Le 21 mars 1944, elle épouse Peter Jacob, un officier des chasseurs alpins, membre du parti nazi, dont elle divorce en 1946. C'est à cette époque, qu'elle rencontre pour la dernière fois Adolf Hitler. Son père meurt d'une crise cardiaque quand son frère Heinz est tué sur le front de l'Est.

### L’après-guerre
Leni Riefenstahl est arrêtée et interrogée par les forces américaines dès 1945, qui l'accusent d'avoir travaillé avec Adolf Eichmann sur le tournage d'un film sur le ghetto de Varsovie et d'avoir été un rouage essentiel de la machine de propagande nazie. Le 3 juin, aucune charge n'étant retenue, elle est relâchée vers la zone d'occupation militaire française de l'Allemagne. Les forces françaises l'interrogent, et le colonel Jacques Andrieux met sous séquestre le matériel de son dernier film en date, Tiefland, encore non monté. Les enquêteurs français mènent des interrogatoires pour en savoir plus sur le rapport d'Adolf Hitler aux artistes, et son rapport avec le dictateur.
Son procès commence le 1er décembre 1948 et est mené par la justice allemande. Budd Schulberg participe au rassemblement de preuves contre les criminels de guerre en vue du procès de Nuremberg, notamment par l'arrestation de Leni Riefenstahl dans son chalet de Kitzbühel en Autriche : on exige qu'elle identifie les responsables nazis à partir de bobines de films allemands récupérées par les Alliés.
Après la Seconde Guerre mondiale, en butte à l’ostracisme de ses confrères du 7e art, notamment américains, elle est placée sous la protection des autorités françaises d’occupation en Allemagne et peut compter sur le soutien de Jean Cocteau pendant sept ans. À l’issue du procès en dénazification commencé le 1er décembre 1948, elle est déclarée « nicht betroffen », « non concernée » par la loi de dénazification.
Comparaissant devant les tribunaux en 1948, accusée de ne pas avoir rétribué les Roms et les Sintis pour son film Tiefland et de leur avoir faussement promis de les sauver des camps, elle est acquittée.
Elle ne peut plus s'appuyer sur ses succès. Elle devient la cible d'attaques journalistiques, auxquelles elle riposte par des procès. Elle essaie de relativiser son implication pendant le national-socialisme avec un mélange de demi-vérités, d'excuses et de revendications protectrices naïves.
En 1949, elle gagne un procès l’opposant au magazine Bunte, qui publie des « calomnies » sur Tiefland. S’ensuivent d’autres procès pour son travail de propagandiste du régime nazi.
En 1953, elle termine Tiefland, qui est un échec.

### Photographe
À partir de cette date, confrontée à des critiques visant ses projets de film, elle se tourne vers la photographie. Elle vit jusqu'à sa mort avec son cadreur et assistant Horst Kettner, de quarante ans son cadet, qu'elle épouse en 1968. Elle enregistre alors systématiquement ses conversations téléphoniques à l'insu des interlocuteurs.
En sa compagnie, elle réalise plusieurs reportages photographiques sur les Noubas de Kau du Soudan (dont elle apprend la langue), objet d’une reconnaissance internationale dans les années 1970.
En 1972, elle obtient une accréditation officielle pour couvrir les Jeux olympiques de Munich en tant que photographe.
En 1974, elle obtient son brevet de plongée sous-marine à Malindi, à 72 ans, pour filmer et photographier les fonds marins. Elle publie un livre de photographies intitulé Jardins de coraux (Korallengärten).
En 1976, elle est invitée d’honneur aux Jeux olympiques de Montréal, qu'elle couvre comme photographe.
En 1982, la chaîne allemande WDR diffuse un reportage intitulé L’Époque du silence et de l’ombre (Zeit des Schweigens und der Dunkelheit), dans lequel sont réitérés les reproches contre Leni Riefenstahl et sa collaboration avec le parti nazi.
En 1987, elle répond aux accusations en publiant ses Mémoires. Elle dément toute complicité avec le régime national-socialiste et affirme ne s’être jamais attachée qu’à l’aspect artistique de son travail. Malgré le succès public de ce livre traduit en neuf langues, il est malmené par la critique.
En 1993 sort un film biographique sur Riefenstahl, réalisé par Ray Müller (de), auquel la réalisatrice apporte son soutien et sa coopération. Intitulé Leni Riefenstahl, le pouvoir des images (Die Macht der Bilder : Leni Riefenstahl), ce film est diffusé à la télévision allemande et connaît le succès. Il est primé aux Emmy Awards aux États-Unis, puis fait sensation au Museum of Modern Art de New York. Ce retour en grâce de Leni Riefenstahl se confirme en 1996 lorsqu’une version chorégraphiée du Pouvoir des images est montée au Schauspielhaus de Cologne, puis en 1997 lors d’une rétrospective de son œuvre à Milan et à Rome. L’attribution par le Cinecon (en) d’une décoration pour l’ensemble de son œuvre est saluée mais aussi rejetée par certains critiques,.
En 1999, le musée du cinéma de Potsdam organise une rétrospective sur sa carrière.

### Dernières années
En 2000, Riefenstahl survit à un accident d’hélicoptère, lors de son dernier voyage auprès des Noubas du Soudan. Elle est âgée de 98 ans.
En 2002, une semaine avant son centième anniversaire, elle présente son dernier documentaire Impressions sous-marines, illustrant 25 années de plongée. Elle a demandé à Giorgio Moroder d'en composer la musique.
Plusieurs personnalités, dont Siegfried et Roy, Reinhold Messner et Petra Schürmann, sont présentes à son 100e anniversaire le 22 août 2002 à Feldafing. Le ténor d’opérette berlinois Heiko Reissig (de) chante pour l’occasion des mélodies de l’époque de sa jeunesse.

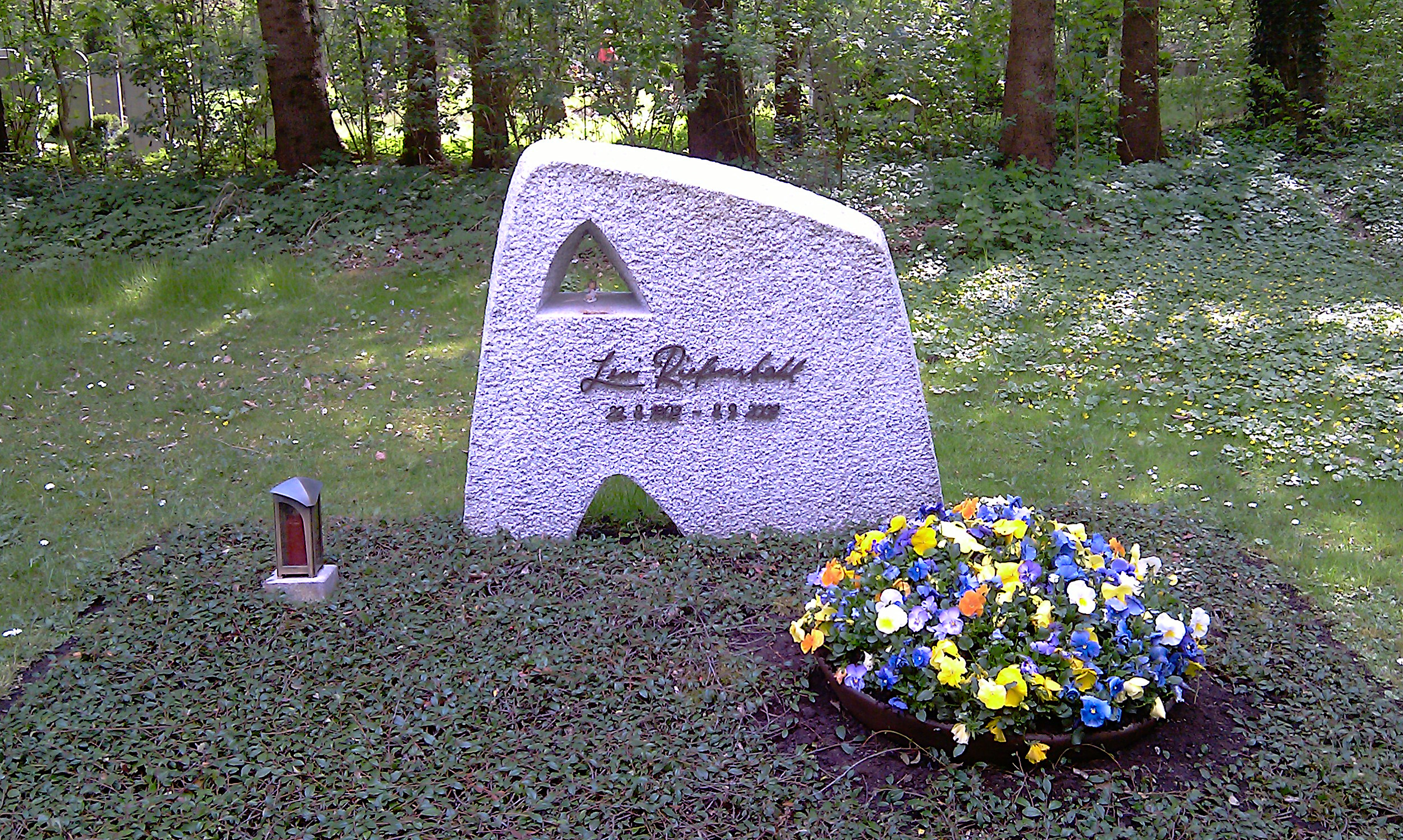
Tombe de Leni Riefenstahl.

Souffrant d’un cancer, elle meurt dans son sommeil au soir du 8 septembre 2003, dans sa maison de Pöcking, près de Munich, quelques semaines après son 101e anniversaire. Elle est incinérée et l’urne est placée au Waldfriedhof de Munich.
Plusieurs années avant sa mort, des cinéastes annoncent leur intention de tourner une fiction sur elle, mais elle s’oppose à ce projet : « Ma vie sera sûrement filmée... quand je ne serai plus là »[réf. nécessaire]. Fin 2008, il est question d'un film retraçant sa vie.

### Archives et postérité
Diffusé sur Arte le 18 novembre 2020, le documentaire de Michael Kloft Leni Riefenstahl – Das Ende eines Mythos  (« Leni Riefenstahl – La fin d'un mythe »), basé sur la biographie de Nina Gladitz (de), montre qu'elle collabore avec le régime nazi, malgré ses démentis. Elle utilise le travail du cinéaste et photographe Willy Zielke, dont elle fait son collaborateur forcé, sans le citer. Pour le faire plier puis s'en débarrasser, elle le fait interner dans un asile d'aliénés, où, sous tutelle, il est stérilisé de force, et sombre dans la dépression. Le documentaire révèle que, pour assouvir son ambition, Leni Riefenstahl s’attribue les prises de vues cinématographiques et certaines des photographies de Willy Zielke, qu'elle vend sous sa signature. On y découvre une femme admirée mais sans scrupules ni regrets, soucieuse de sa réputation jusqu'à la fin, disparaissant sans reconnaître ses fautes.
Après la mort de son mari Horst Kettner en 2016, sans héritier, quelques 700 boites d'archives du couple sont déposées à la Fondation du patrimoine culturel prussien à Berlin. À partir de ces archives, papiers ou enregistrements téléphoniques, le réalisateur Andres Veiel brosse dans le film Leni Riefenstahl, la lumière et les ombres en 2024 le portrait d'une cinéaste narcissique qui n'a jamais renoncé à ses engagements politico-esthétiques.

## Filmographie
| Année | Film                                                                                 | Fonction(s)  | Fonction(s) | Fonction(s) | Fonction(s) | Fonction(s)                              |
| Année | Film                                                                                 | Réalisatrice | Productrice | Scénariste  | Actrice     | Rôle                                     |
| ----- | ------------------------------------------------------------------------------------ | ------------ | ----------- | ----------- | ----------- | ---------------------------------------- |
| 1925  | Wege zu Kraft und Schönheit Les Chemins de la force et de la beauté                  |              |             |             | Oui         | Danseuse                                 |
| 1926  | Der heilige Berg La Montagne sacrée                                                  |              |             |             | Oui         | Diotima                                  |
| 1927  | Der große Sprung Le Grand Saut                                                       |              |             |             | Oui         | Gita                                     |
| 1928  | Das Schicksal derer von Habsburg Le Destin des Habsbourg - La tragédie d’un empire   |              |             |             | Oui         | Maria Vetsera                            |
| 1929  | Die weiße Hölle vom Piz Palü L’Enfer blanc du Piz Palü ou Prisonniers de la montagne |              |             |             | Oui         | Maria Maioni                             |
| 1930  | Stürme über dem Mont Blanc Tempête sur le mont Blanc                                 |              |             |             | Oui         | Hella Armstrong                          |
| 1931  | Der weiße Rausch - Neue Wunder des Schneeschuhs L’Ivresse blanche                    |              |             |             | Oui         | Leni                                     |
| 1932  | Das blaue Licht La Lumière bleue                                                     | Oui          | Oui         | Oui         | Oui         | Junta                                    |
| 1933  | SOS Eisberg                                                                          |              |             |             | Oui         | Hella Lorenz Ellen Lawrence              |
| 1933  | Der Sieg des Glaubens La Victoire de la Foi                                          | Oui          |             |             |             |                                          |
| 1935  | Tag der Freiheit : Unsere Wehrmacht Jour de la Liberté : Nos Forces de Défense (CM)  | Oui          | Oui         | Oui         |             |                                          |
| 1935  | Triumph des Willens Le Triomphe de la volonté                                        | Oui          | Oui         | Oui         |             |                                          |
| 1937  | Wilde Wasser (CM)                                                                    |              | Oui         |             |             |                                          |
| 1938  | Olympia 1. Teil - Fest der Völker Les Dieux du stade - Le Festival des Nations       | Oui          | Oui         | Oui         | Oui         | un modèle nu (non créditée au générique) |
| 1938  | Olympia 2. Teil - Fest der Schönheit Les Dieux du stade - Le Festival de la Beauté   | Oui          | Oui         | Oui         |             |                                          |
| 1943  | Josef Thorak, Werkstatt und Werk (CM)                                                |              | Oui         |             |             |                                          |
| 1944  | Arno Breker (CM)                                                                     |              | Oui         |             |             |                                          |
| 1954  | Tiefland                                                                             | Oui          | Oui         | Oui         | Oui         | Martha                                   |
| 1993  | Die Macht der Bilder : Leni Riefenstahl (réal. : Ray Müller)                         |              |             |             | Oui         | elle-même                                |
| 2000  | Leni Riefenstahl im Sudan (réal. : Ray Müller)                                       |              |             |             | Oui         | elle-même                                |
| 2002  | Impressionen unter Wasser Impressions sous-marines                                   | Oui          | Oui         | Oui         | Oui         | elle-même                                |

## Publications
- Hinter den Kulissen des Reichsparteitag-Filmo (1935)[31].
- Les Nouba de Kau, Éditions du Chêne, 1976, Paris.
- L’Afrique (1982)[32].
- Les Nouba, des hommes d’une autre planète (1986)[33].
- Mémoires (1987)[34].
- Africa (2005)[35].

## Dans les arts et la culture populaire

### Littérature

#### Roman
- Dans l'œuvre uchronique de Robert Harris Fatherland (1992), qui postule une victoire de l’Allemagne nazie lors de la Seconde Guerre mondiale, les studios de cinémas officiels du régime (la UFA) sont renommés : « studios Leni Riefenstahl ».
- Leni Riefenstahl est l’un des personnages du roman Berlin 36 d’Alexandre Najjar[36], qui retrace la vie de l’athlète américain Jesse Owens, quadruple médaillé d’or lors des Jeux olympiques d’été de 1936 à Berlin.
- Leni Riefenstahl est citée dans Jesse Owens, livre dans lequel Élise Fontenaille lui attribue le rôle de la femme qui a tenu tête à Goebbels et fait pression sur Hitler pour que Jesse Owens apparaisse dans le film Les Dieux du stade.
- Lilian Auzas a publié un roman intitulé Riefenstahl (Paris : Léo Scheer, 2012, présentation par l'éditeur ici).

#### Bande dessinée
- Leni Riefenstahl apparaît en bande dessinée dans deux aventures d’Odilon Verjus. Elle y est présentée comme une femme élégante, volontaire, mais plutôt xénophobe, bien que sa passion artistique semble davantage dicter sa conduite que ses idées raciales.

### Cinéma
- 1982 : L'As des as, de Gérard Oury : ce dernier a obtenu de la réalisatrice d'utiliser le 100 m de Jesse Owens dans Les Dieux du stade.
- 2009 : Inglourious Basterds, de Quentin Tarantino : les premières vues du cinéma « Le Gamaar » d’Emmanuelle Mimieux, pseudonyme de Shoshanna Dreyfus, montrent la publicité extérieure pour L’Enfer blanc du Piz Palü, où l'on remarque particulièrement les noms d'Arnold Fanck, de Georg Wilhelm Pabst et de Leni Riefenstahl, ces deux derniers étant encore cités ultérieurement dans le film.
- 2016 : La Couleur de la victoire (Race), de Stephen Hopkins : elle apparaît filmant Jesse Owens, et où ses différends avec Goebbels tiennent une place importante. Son rôle y est interprété par l’actrice hollandaise Carice van Houten.

### Télévision

#### Documentaires
- 1993 : Leni Riefenstahl, le pouvoir des images de Ray Müller.
- 2024 : Leni Riefenstahl, la lumière et les ombres d'Andres Veiel.

#### Émission
- 1982 : Destins de Jean Dumur et Claude Torracinta, épisode Leni Riefenstahl.

#### Série
- 2005 : Weeds, Andy nomme sa fille Leni en hommage à la réalisatrice[37].
- 2015 : Le Maître du Haut Château (saison 3, épisode 1), son nom est cité comme étant la réalisatrice du Reich.

### Théâtre
- Zdena Studenková (en) joue son rôle dans Leni, une pièce slovaque, de 2014 sur sa participation fictive au The Tonight Show Starring Johnny Carson.

### Jeu vidéo
- Dans Liberators (en), Leni Riefenstahl est l'un des personnages clés du jeu.
- Dans Wolfenstein II: The New Colossus, le personnage d'Hélène Winter est une référence à la cinéaste.

### Films documentaires
- Ray Müller, Leni Riefenstahl, le pouvoir des images (en allemand : Die Macht der Bilder: Leni Riefenstahl), film documentaire diffusé sur Arte en 1995.
- Jérôme Prieur, Les Jeux d'Hitler (Arte France - Roche productions, 2016), 90'
- (de) [vidéo] ARTEde, « Michael Kloft, Leni Riefenstahl – Das Ende eines Mythos  (« Leni Riefenstahl – La fin d'un mythe ») », sur YouTube, 22 octobre 2020 (consulté le 21 novembre 2020).
- Andres Veiel, Leni Riefenstahl, la lumière et les ombres , Allemagne, 2024, 115', couleur et noir et blanc.